# 1932 en Suisse
Chronologie de la Suisse
- 1928
- 1929
- 1930
- 1931
- 1932
- 1933
- 1934
- 1935
- 1936

Chronologie de la Suisse
1931 en Suisse - 1932 en Suisse - 1933 en Suisse

## Gouvernement au1erjanvier 1932
- Conseil fédéral[1]:
  - Giuseppe Motta PDC, président de la Confédération
  - Edmund Schulthess PRD, vice-président de la Confédération
  - Marcel Pilet-Golaz PRD
  - Rudolf Minger UDC
  - Albert Meyer PRD
  - Heinrich Häberlin PRD
  - Jean-Marie Musy PDC

## Évènements

### Janvier
Vendredi 1er janvier 
- Parution du premier magazine homosexuel de Suisse sous le nom de Das Schweizerische Freundschafts-Banner (la Bannière de l'amitié).

### Février
Mardi 2 février 
- Début à Genève de la Conférence sur le désarmement organisée par la Société des Nations, à laquelle participent les représentants de 64 pays.

 Dimanche 21 février 
- A Genève, la Société des Nations met en service son émetteur sur ondes courtes qui diffusera essentiellement des émissions culturelles, dans le but d’améliorer la compréhension entre les peuples.

### Mars
Mercredi 2 mars 
- Le Conseil fédéral lance un appel en faveur de la diminution du coût de la vie.

 Jeudi 15 mars 
- Première, à Bâle, de Zirkus Aimee, opérette de Ralph Benatzky.

 Vendredi 16 mars 
- Afin de lutter contre le chômage, le Conseil national approuve un arrêté octroyant des subventions à l’industrie d’exportation.

### Avril
Mardi 12 avril 
- Inauguration de la gare internationale de Chiasso (TI).

 Mercredi 20 avril 
- Décès à Goldbach (ZH), à l’âge de 55 ans, du botaniste Gustav Hegi.

 Jeudi 21 avril 
- Migros ouvre à Neuchâtel son premier magasin de Suisse romande.

 Samedi 29 avril 
- La Conférence internationale sur le travail, qui s’achève à Genève, fixe à 14 ans l’âge minimum pour les enfants occupés dans l’industrie.

 Dimanche 30 avril 
- Première à Bâle, de Menschen ohne Gott, la pièce du dramaturge Hans Mühlestein, qui donne une image critique de Joseph Staline.

### Mai
Vendredi 6 mai 
- Le Conseil fédéral décide d’appliquer des restrictions douanières aux importations de matières premières en provenance de pays pratiquant eux-mêmes des restrictions aux exportations suisses.

 Dimanche 8 mai 
- Première Fête des mères en Suisse.

 Lundi 9 mai 
- Début de la grève des monteurs de chauffage à Zurich. Elle durera huit semaines.

 Samedi 21 mai 
- Les trolleybus sont remplacés par des bus sur la ligne Fribourg-Farvagny.

 Samedi 21 mai 
- Premières émissions de la Radio suisse italienne.

### Juin
Mardi 14 juin 
- Décès à Berlin, à l’âge de 58 ans, de l’archéologue et préhistorien Otto Hauser.

 Mercredi 15 juin 
- Affrontements à Zurich, après que la police a tenté de disperser une manifestation de communistes et de grévistes.

 Jeudi 16 juin 
- Alors qu’il quitte son bureau, le conseiller fédéral Jean-Marie Musy est agressé par un individu qui le menace de son revolver.
- Début de la conférence de Lausanne concernant la dette allemande sur les réparations de guerre.

 Samedi 25 juin 
- 500 véhicules provenant de 15 pays sont présentés lors de la première exposition automobile organisée à Zurich.

 Mercredi 29 juin 
- Accord entre la Suisse et l’Allemagne concernant le trafic des devises. Au soulagement des milieux touristiques suisses, les touristes allemandes pourront désormais entrer en Suisse avec une somme mensuelle de 700 marks, contre 200 jusqu’ici.

### Juillet
Dimanche 3 juillet 
- Le Lausanne-Sport s’adjuge, pour la deuxième fois de son histoire, le titre de champion de Suisse de football.

 Dimanche 10 juillet 
- La 60e Fête fédérale de gymnastique, qui se déroule à Aarau, accueille pour la première fois des sections féminines.

### Août
Jeudi 18 août 
- Le physicien Auguste Piccard atteint l'altitude de 16 500 mètres lors de son second vol stratosphérique en ballon au-dessus de Dübendorf (ZH).

### Septembre
Jeudi 8 septembre 
- Selon une enquête de l'Office fédéral de l'industrie, des arts et métiers et du travail (OFIAMT), la moitié des entreprises suisses rencontrent des difficultés. La branche horlogère est la plus touchée.

 Dimanche 11 septembre 
- Décès à Lausanne, à l’âge de 77 ans, d’Emile Dind, professeur de dermatologie.

 Mardi 13 septembre 
- Le village de Blitzingen (VS) est entièrement détruit par un incendie.

### Octobre
Jeudi 6 octobre 
- Décès à Sierre (VS), à l’âge de 73 ans, du mécène et collectionneur d’art Jean-Jacques Mercier.

 Samedi 8 octobre 
- Émeute à Fribourg, suite de l'arrestation d'un soldat qui arborait une tenue négligée après avoir arrosé la fin de son service militaire.

 Mercredi 12 octobre 
- Décès à Aubonne (VD), à l’âge de 70 ans, du peintre Abraham Hermanjat.
- À l’issue du Congrès pan-européen tenu à Bâle, les délégués approuvent la création d’un parti européen et demandent la création d’une confédération d’états européens et d’une union douanière.

 Vendredi 28 octobre 
- Inauguration de la première ligne de trolleybus de la ville de Lausanne, entre Ouchy et la gare CFF.

### Novembre
Mardi 1er novembre 
- La Radio suisse alémanique lance une première série d’émissions radioscolaires.

 Mardi 8 novembre 
- La douane suisse confisque 320 000 litres d’alcool en provenance de France qu’un réseau de contrebandiers tentait d’importer illégalement

 Mercredi 9 novembre 
- Une compagnie de recrues d’infanterie, appelée pour maintenir l’ordre, tire sur la foule lors d’une manifestation ouvrière à Genève. La fusillade tue 13 personnes et en blesse soixante-cinq.

### Décembre
Vendredi 2 décembre 
- Le Conseil fédéral décide l’exclusion des communistes de l’administration fédérale.
- Inauguration du premier téléski des Alpes, au Weissfluhjoch sur Davos (GR).

 Samedi 10 décembre 
- Première, à l’Opéra de Zurich, de Vénus en soie, du compositeur autrichien Robert Stolz.

 Mardi 13 décembre 
- Un train régional entre en collision avec l’express Stuttgart-Zurich-Lucerne dans le tunnel de Gütsch, près de Lucerne. Le bilan de l’accident s’élève à 6 morts et 27 blessés.